# Enkebal
Enkebal er en dansk kortfilm fra 2015, der er instrueret af Zara Zerny efter manuskript af hende selv og Morten Pape.

## Handling
Da Greta mister sin mand efter et langt ægteskab, er hun overbevist om, at hun vil dø af sorg. Det sker bare ikke. Frustreret over ikke at kunne få det som hun vil, bliver Greta mere og mere isoleret overfor sin uforstående familie. Men hjertet har det med at holde ud, og et pludseligt møde med et par livskloge damer ændrer hendes perspektiv. Snart indser Greta, at der ikke er andet for end at fortsætte med at leve, så længe hun kan.

## Medvirkende
- Elsebeth Steentoft